# Iglesia de Jubail
La Iglesia de Jubail es el nombre que recibe un antiguo edificio religioso cristiano (del siglo cuarto) que pertenecía a la iglesia nestoriana cerca de la localidad de Jubail, al noroeste del reino asiático de Arabia Saudita, y que fue descubierto en ruinas en 1986. El gobierno Saudí lo esconde a la gente local e incluso los arqueólogos como el gobierno del Reino siguen una versión estricta de la ley islámica y se prohíben todas las formas no islámicas de religión. El edificio es notable pues las iglesias cristianas están oficialmente vetadas en Arabia Saudita y un número limitado de cristianos, en su mayoría occidentales, tienen permitido rezar en privado, siempre y cuando no haya símbolos cristianos abiertamente visibles.